# Helena Jabłońska
Helena Jabłońska z domu Figura (ur. 4 sierpnia 1923 w Horodyskach, pow. Brzeżany) – żołnierz 1 Polskiej Dywizji Piechoty im. Tadeusza Kościuszki, wartowniczka w bitwie pod Lenino, repatriantka, po wojnie szwaczka, major Wojska Polskiego.

## Życiorys
Urodziła się 4 sierpnia 1923 roku w Horodyskach w województwie tarnopolskim. Jej rodzicami byli chłopski legionista Władysław Figura i Maria z domu Kiełbasa. Małżeństwo miało siedmioro dzieci, Helena była najstarsza.
W latach 1929–1935 uczyła się w czteroklasowej szkole podstawowej w Zieleniowie. W roku 1937 wraz z rodziną przeprowadziła się do Kolonii Dębowej w województwie tarnopolskim. Tam pomagała na gospodarstwie rodziców.
10 lutego 1940 roku została wywieziona do miejscowości Jurta na północnym Uralu. Wraz z ojcem i bratem pracowała przy wyrębie lasu, spławianiu drzew i sianokosach. Po podpisaniu układu Sikorski-Majski rodzina uzyskała zgodę na przeniesienie się do kołchozu. Od marca do maja 1943 roku Helena Figura była furmanem w Les-Promchozie. Jej najstarszy brat Jan (1920–1945) został niesłusznie oskarżony o szpiegostwo i aresztowany przez NKWD. Od marca 1944 roku był żołnierzem 1 Armii Wojska Polskiego, zginął pod Drawskiem Pomorskim. Siostra Anna była żołnierzem 2 Warszawskiej Dywizji Piechoty. W maju 1943 roku dobrowolnie zgłosiła się do wojska licząc na to, że zdoła wrócić do Polski. Została przydzielona do 1 Polskiej Dywizji Piechoty im. Tadeusza Kościuszki i wcielona do 1 samodzielnego batalionu kobiecego im. Emilii Plater.
Podczas bitwy pod Lenino 12 października 1943 roku wraz z Lidią Karczewską, Anielą Krzywoń i Władysławą Wysocką przydzielono ją do ochrony samochodu wiozącego dokumenty sztabowe. Została ciężko ranna w nogę. Pomimo rany nie opuściła posterunku. Podczas walk Aniela Krzywoń zmarła na miejscu w wyniku spalenia, Lidia Karczewska zginęła tuż po bitwie, zaś Władysława Wysocka odniosła rany.
Przez czternaście miesięcy była leczona w różnych szpitalach, przeszła trzy operacje kolana. W kwietniu 1944 roku opuściła szpital. W październiku 1944 roku została zwolniona do cywila. Kilka tygodni później wyruszyła do rodziny przebywającej na Syberii. Z matką spotkała się w czerwcu 1945 roku.
Będąc na zesłaniu należała do Związku Patriotów Polskich.
Wraz z rodziną 4 marca 1946 roku wyruszyła do Polski. W kwietniu 1946 roku rodzina zamieszkała w Kobylance na Pomorzu Zachodnim. W maju 1946 roku zmarła matka Heleny Figury. Ojciec ożenił się ponownie w 1947 roku. Nie mogąc pracować na gospodarstwie musiała opuścić dom. Przez dwa lata mieszkała u swojej siostry Anny w Platerówce. W listopadzie 1949 roku została przyjęta na szkolenia dla inwalidek w Przemyślu. Uczyła się w Szkole Zawodowej Krawieckiej. W 1951 roku rozpoczęła pracę w Spółdzielni Inwalidów „Wisła” w Krakowie. We wrześniu 1957 roku przeszła na rentę inwalidzką.
14 sierpnia 1954 roku wyszła za mąż za Stanisława Jabłońskiego, ogrodnika, niewidomego za sprawą wybuchu bomby. W 1957 roku urodziła córkę Urszulę. Żyła w ubóstwie. Będąc na rencie wychowywała córkę, zajmowała się domem, angażowała się w prace Związku Inwalidów Wojennych, Związku Bojowników o Wolność i Demokrację i Klubu Kombatantek. Jesienią 1967 roku, w 24. rocznicę bitwy pod Lenino, w tygodniku „Przyjaciółka” ukazały się wspomnienia Heleny Jabłońskiej. Dzięki artykułowi władze państwowe zainteresowały się losem Heleny Jabłońskiej. Od 2002 roku współpracowała z Fundacją „Archiwum Pomorskie Armii Krajowej oraz Wojskowej Służby Polek” (ob. Fundacja Generał Elżbiety Zawackiej). W 2004 roku została członkinią Klubu Kawalerów Virtuti Militari.
12 września 1973 roku została awansowana na stopień sierżanta, 8 maja 1981 na stopień podporucznika, 9 marca 2001 na stopień porucznika, 1 września 2015 na stopień majora.
Wystąpiła w filmie dokumentalno-fabularyzowanym Platerówki z 2019 roku. 4 sierpnia 2023 roku skończyła sto lat.

## Odznaczenia
Uchwałą Rady Państwa Nr 0/1519 z 29 sierpnia 1969 roku została odznaczona Krzyżem Srebrnym Orderu Wojennego Virtuti Militari, Krzyżem Walecznych, Medalem „Zasłużonym na Polu Chwały”, Krzyżem Bitwy pod Lenino, Odznaką Grunwaldzką, Medalami „Za Udział w Walkach o Berlin” (sic!), „Za Zasługi dla Obronności Kraju”, Medalem 40-lecia Polski Ludowej, Złotą Odznaką „Za pracę społeczną dla miasta Krakowa”.